# Bacco, Tabacco e Venere
Bacco, Tabacco e Venere è uno spettacolo di rivista presentato dalla Compagnia di riviste Totò nella stagione 1931-1932. Il debutto, al Teatro Nuovo di Napoli, è avvenuto il 14 dicembre 1929.

## Critica
(Il Tevere, 23 gennaio 1932)